# Lorenzo de Rodas
Lorenzo de Rodas (Madrid, 2 de agosto de 1930 — Cuernavaca, 17 de dezembro de 2011) foi um ator e diretor de televisão espanhol.

## Filmografia

### Televisão
- La madrastra (2005) .... Servando Maldonado
- Bajo la misma piel (2003) .... Agustín Ruiz Cañedo
- Así son ellas (2002) .... Don Ramiro Sepúlveda
- La intrusa (2001) .... Dr. Adrián Colmenares
- Tres mujeres (1999) .... Vicente Sánchez
- La antorcha encendida (1997) .... Don Pablo de Irigoyen
- Cañaveral de pasiones (1996) .... Obispo
- Los parientes pobres (1993) .... Roque del Toro
- El ángel caído (1985) .... 'El Gallo' Maldonado
- J.J. Juez (1979) .... Gonzalo
- Mi hermana la Nena (1976)
- Barata de primavera (1975) .... Javier Lozano
- La Constitución (1970)
- Aventura (1970)
- Leyendas de México (1968)
- Las víctimas (1967)
- La insaciable (1961)
- Un paso al abismo (1958)

### Cinema
- Club eutanasia (2005) .... Adalberto
- Sus demonios (2003)
- El crimen del padre Amaro (2002) .... Don Paco de la Rosa
- Fuera de la ley (1998)
- Algunas nubes (1995) .... Mago
- Días de combate (1994) .... El Mago
- Fray Bartolomé de las Casas (1993)
- Supervivientes de los Andes (1976)
- Sobre el muerto las coronas (1961)
- Pablo y Carolina (1957) .... Carlos
- Festin para la muerte (1954)

### Teatro
- La sonata de los espectros (1987), de August Strindberg.
- El sueño de la razón (1985), de Antonio Buero Vallejo.
- ¿Conoce usted la vía láctea? (1975), de Karl Wittlinger.
- Un sombrero lleno de lluvia (1973), de Michael V. Gazzo.
- El hombre que yo mate (1964), de Maurice Rostand.
- Los desorientados (1960), de Maruxa Vilalta.
- Todos eran mis hijos (1957), de Arthur Miller.